# 韓憲元
韓憲元（1906年—1937年12月12日 †），字則垂，號如潮，广东文昌人，中華民國軍事人物。

## 生平
1924年冬，韓憲元考入黄埔军校第三期入伍生总队，期間參與国民革命军东征並鎮壓刘震寰、杨希闵之變。1925年3月，韓憲元升為步科军官生，1926年1月毕业。之後历任国民革命军排、连、國民革命軍第八十八师五二四团营长等职。1934年考入中央陸軍官校高等教育班第十一期學習，畢業後歷任五二四团團附（軍銜中校）、代團長、團長（軍銜上校）。1937年8月，淞滬會戰爆發。韓憲元作為國民革命軍第八十八师第二六三旅第五二四团团长，在上海閘北作戰。11月8日，撤離上海，11月底參加南京保衛戰。12月12日，在南京雨花臺陣亡。國民政府追贈其為陸軍少將。